# Daniele Adani
Daniele Adani (* 10. Juli 1974 in Correggio) ist ein ehemaliger italienischer Fußballspieler. Er bestritt zwischen November 2000 und März 2004 fünf Länderspiele für Italien.
Adani erhielt seinen ersten Profivertrag 1991 beim FC Modena in der italienischen Serie B. Nach dem Abstieg des Vereins wechselte Adani im Sommer 1994 zunächst zum Erstligisten Lazio Rom und noch im November des gleichen Jahres zum Ligakonkurrenten Brescia Calcio. Mit diesem Verein stieg er 1995 in die Serie B ab, schaffte aber zwei Jahre später den Wiederaufstieg.
1999 schloss Adani sich der AC Florenz an. Hier schaffte er den Sprung in die italienische Fußballnationalmannschaft und wurde mit dem Verein 2001 Italienischer Pokalsieger.
Nach dem Konkurs der AC Florenz wechselte Adani 2002 zu Inter Mailand. Nach zwei Jahren in Mailand kehrte er 2004 wieder zu Brescia Calcio zurück. Zur Saison 2005/06 wechselte Adani zum Aufsteiger Ascoli Calcio. Von 2006 bis 2008 stand er beim FC Empoli unter Vertrag.

## Erfolge
- Italienischer Pokalsieger: 2000/01